# Administration Xi-Li
République populaire de Chine
Administration Hu-Wen Administration Xi-Li Qiang
L’administration Xi-Li (chinois simplifié : 习李体制 ; chinois traditionnel : 習李體制 ; pinyin : Xi-Li Tizhi, abrégé en Xi-Li chinois simplifié : 习李 ; chinois traditionnel : 習李) est le nom donné à la direction de la 5e génération de dirigeants de la RPC et qui succéda à Hu Jintao et Wen Jiabao au second semestre de 2012 après le 18e Congrès National du Parti communiste chinois.

## Historique
En octobre 2010, Xi Jinping est nommé vice-président de la Commission militaire centrale du Parti communiste chinois à la cinquième élection du Comité Central du 17e congrès national du Parti communiste chinois.
Li Keqiang est actuellement le Secrétaire adjoint du parti du Conseil d'État et le chef adjoint du groupe pilote pour les affaires financières et économiques.
Le 15 novembre 2012, Xi Jinping est désigné secrétaire général du Parti communiste chinois et président de la Commission militaire centrale, à la suite du XVIIIe congrès national du Parti communiste chinois. Il remplacera Hu Jintao à la présidence de la République en mars 2013.
Le nouveau comité permanent du bureau politique du parti est composé de Zhang Gaoli, Liu Yunshan, Zhang Dejiang, Xi, le futur Premier ministre Li Keqiang, Yu Zhengsheng et Wang Qishan,.

## Composition

### XIIIeadministration: Li Keqiang II (2018-2023)

#### Premier ministre
| Portrait | Fonction         | Nom | Nom        | Parti |
| -------- | ---------------- | --- | ---------- | ----- |
|          | Premier ministre |     | Li Keqiang | PCC   |

#### Vice-Premiers ministres
| Portrait | Fonction                  | Nom | Nom         | Parti |
| -------- | ------------------------- | --- | ----------- | ----- |
|          | 1er vice-Premier ministre |     | Han Zheng   | PCC   |
|          | 2e vice-Premier ministre  |     | Sun Chunlan | PCC   |
|          | 3e vice-Premier ministre  |     | Hu Chunhua  | PCC   |
|          | 4e vice-Premier ministre  |     | Liu He      | PCC   |

#### Conseillers d'État
| Portrait | Fonction                                        | Nom | Nom            | Parti |
| -------- | ----------------------------------------------- | --- | -------------- | ----- |
|          | Conseiller d'État                               |     | Wei Fenghe     | PCC   |
|          | Conseiller d'État                               |     | Wang Yong (en) | PCC   |
|          | Conseiller d'État                               |     | Wang Yi        | PCC   |
|          | Conseiller d'État, secrétaire du Conseil d'État |     | Xiao Jie (en)  | PCC   |
|          | Conseiller d'État                               |     | Zhao Kezhi     | PCC   |

#### Ministres
| Portrait | Fonction                                                             | Nom | Nom                                          | Parti             |
| -------- | -------------------------------------------------------------------- | --- | -------------------------------------------- | ----------------- |
|          | Ministre des Affaires étrangères                                     |     | Wang Yi                                      | PCC               |
|          | Ministre de la Défense nationale                                     |     | Wei Fenghe                                   | PCC               |
|          | Ministre de la Commission nationale du Développement et des Réformes |     | He Lifeng                                    | PCC               |
|          | Ministre de l'Éducation                                              |     | Chen Baosheng (en) (jusqu'en août 2021)      | PCC               |
|          | Ministre de l'Éducation                                              |     | Huai Jinpeng (en)                            | PCC               |
|          | Ministre des Sciences et Technologies                                |     | Wang Zhigang (en)                            | PCC               |
|          | Ministre de l'Industrie et des Technologies de l'information         |     | Miao Wei (en) (jusqu'en août 2020)           | PCC               |
|          | Ministre de l'Industrie et des Technologies de l'information         |     | Xiao Yaqing (en) (jusqu'en juillet 2022)     | PCC               |
|          | Ministre de l'Industrie et des Technologies de l'information         |     | Jin Zhuanglong (en)                          | PCC               |
|          | Président de la Commission des affaires ethniques d'État             |     | Bagatur (jusqu'en décembre 2020)             | PCC               |
|          | Président de la Commission des affaires ethniques d'État             |     | Chen Xiaojiang (en) (jusqu'en juin 2022)     | PCC               |
|          | Président de la Commission des affaires ethniques d'État             |     | Pan Yue (en)                                 | PCC               |
|          | Ministre de la Sécurité publique                                     |     | Zhao Kezhi (jusqu'en juin 2022)              | PCC               |
|          | Ministre de la Sécurité publique                                     |     | Wang Xiaohong                                | PCC               |
|          | Ministre de la Sécurité de l'État                                    |     | Chen Wenqing                                 | PCC               |
|          | Ministre des Affaires civiles                                        |     | Li Jiheng (en) (jusqu'en février 2022)       | PCC               |
|          | Ministre des Affaires civiles                                        |     | Tang Dengjie (en)                            | PCC               |
|          | Ministre de la Justice                                               |     | Fu Zhenghua (en) (jusqu'en avril 2020)       | PCC               |
|          | Ministre de la Justice                                               |     | Tang Yijun (en)                              | PCC               |
|          | Ministre des Finances                                                |     | Liu Kun (en)                                 | PCC               |
|          | Ministre des Ressources humaines et de la Sécurité sociale           |     | Zhang Jinan (en) (jusqu'en juin 2022)        | PCC               |
|          | Ministre des Ressources humaines et de la Sécurité sociale           |     | Zhou Zuyi (en)                               | PCC               |
|          | Ministre des Ressources humaines et de la Sécurité sociale           |     | Wang Xiaoping (en)                           | PCC               |
|          | Ministre des Ressources naturelles                                   |     | Lu Hao (en) (jusqu'en juin 2022)             | PCC               |
|          | Ministre des Ressources naturelles                                   |     | Wang Guanghua (en)                           | PCC               |
|          | Ministre de l'Ecologie et de l'Environnement                         |     | Huang Runqiu (en)                            | Société de Jiusan |
|          | Ministre de l'Habitation et du Développement urbain et rural         |     | Wang Mengwei                                 | PCC               |
|          | Ministre des Transports                                              |     | Li Xiaopeng                                  | PCC               |
|          | Ministre des Ressources hydrauliques                                 |     | E Jingping (en) (jusqu'en février 2021)      | PCC               |
|          | Ministre des Ressources hydrauliques                                 |     | Li Guoying (en)                              | PCC               |
|          | Ministre de l’Agriculture et des Affaires rurales                    |     | Han Changfu (en) (jusqu'en décembre 2020)    | PCC               |
|          | Ministre de l’Agriculture et des Affaires rurales                    |     | Tang Renjian (en)                            | PCC               |
|          | Ministre du Commerce                                                 |     | Zhong Shan (en) (jusqu'en décembre 2020)     | PCC               |
|          | Ministre du Commerce                                                 |     | Wang Wentao (en)                             | PCC               |
|          | Ministre de la Culture et du Tourisme                                |     | Luo Shugang (jusqu'en août 2020)             | PCC               |
|          | Ministre de la Culture et du Tourisme                                |     | Hu Heping (en)                               | PCC               |
|          | Commission nationale de la Santé (ex-Ministère de la Santé)          |     | Ma Xiaowei (en)                              | PCC               |
|          | Ministre des Affaires des vétérans                                   |     | Sun Shaocheng (en) (jusqu'en juin 2022)      | PCC               |
|          | Ministre des Affaires des vétérans                                   |     | Pei Jinjia (en)                              | PCC               |
|          | Ministre de la Gestion d'urgences                                    |     | Wang Yupu (en) (jusqu'en décembre 2020)      | PCC               |
|          | Ministre de la Gestion d'urgences                                    |     | Huang Ming (en) (intérim)                    | PCC               |
|          | Ministre de la Gestion d'urgences                                    |     | Wang Xiangxi (en) (à partir de juillet 2022) | PCC               |
|          | Gouverneur de la Banque populaire de Chine                           |     | Yi Gang (en)                                 | PCC               |
|          | Auditeur général du Bureau national de l'Audit                       |     | Hu Zejun (en) (jusqu'en juin 2020)           | PCC               |
|          | Auditeur général du Bureau national de l'Audit                       |     | Hou Kai (zh)                                 | PCC               |

### XIIeadministration: Li Keqiang I (2013-2018)
Li Keqiang est responsable du gouvernement ministériel, comprenant une trentaine de ministres.

#### Vice-Premiers ministres
- Zhang Gaoli (1er vice-Premier ministre)
- Mme Liu Yandong
- Wang Yang
- Ma Kai

#### Conseillers d’État
- Yang Jing (Secrétaire général du Conseil des affaires d’État)
- Chang Wanquan (Défense)
- Yang Jiechi (Affaires étrangères)
- Guo Shengkun (Sécurité publique)
- Wang Yong (Éducation, culture, santé)

#### Ministres
- Wang Yi, ministre des Affaires étrangères
- Chang Wanquan, ministre de la Défense
- Xu Shaoshi, président de la Commission nationale pour la Réforme et le Développement (NDRC)
- Yuan Guiren, ministre de l’Éducation
- Wan Gang, ministre des Sciences et Technologies
- Miao Wei, ministre de l’Industrie et des Technologies de l’information
- Wang Zhengwei, directeur de la Commission d’État pour les questions ethniques
- Guo Shengkun, ministre de la Sécurité publique
- Geng Huichang, ministre de la Sécurité d’État
- Huang Shuxian, ministre de la Supervision
- Li Liguo, ministre des Affaires civiles
- Mme Wu Aiying, ministre de la Justice
- Lou Jiwei, ministre des Finances
- Yin Weimin, ministre de l’Emploi et de la Protection sociale
- Jiang Daming, ministre des Ressources naturelles
- Chen Jining, ministre de l’Environnement
- Jiang Weixin, ministre de l’Habitat et de la Construction
- Yang Chuantang, ministre des Transports et des Communications
- Chen Lei, ministre des Ressources hydrauliques
- Han Changfu, ministre de l’Agriculture
- Gao Hucheng, ministre du Commerce
- Luo Shugang, ministre de la Culture
- Mme Li Bin, présidente de la Commission nationale de la santé et du planning familial puis du Ministre de la Santé.
- Zhou Xiaochuan, gouverneur de la Banque centrale
- Liu Jiayi, auditeur général de la Cour des comptes